# Pintér Lajos (újságíró)
Pintér Lajos (Arad, 1910. január 18. – 2005. április 20.) erdélyi magyar újságíró, zenekritikus.

## Életútja
Középiskoláit az aradi gimnáziumban kezdte és Budapesten végezte (1928), közben zenei képzést szerzett az aradi Mittermüller zeneiskolában, ahol zongora szakos növendék. 1928–40 között szülővárosában az Erdélyi Hírlap belső munkatársa, 1945–49-ben ugyanott a Jövő olvasószerkesztője. 1949-ben Bukarestbe költözik, ahol a Romániai Magyar Szó (1949–52), az Előre (1954–1958), majd az Új Élet (1958–72) belső munkatársa, illetve szerkesztője, 1972-ben történt nyugalomba vonulásáig.

## Munkássága
Évtizedeken át a bukaresti zenei élet legrendszeresebb beszámolóírója, a Művelődés Zenei napló című rovatának szerzője. Zenei tárgyú cikkeit, interjúit, dokumentumközléseit ezenkívül az Utunk, a Dolgozó Nő, a Munkásélet, az Igaz Szó, a budapesti Magyar Zene is közli. Zenekritikai rovatot vezet a Román rádió bukaresti magyar adásában. Szálljon a dal címmel magyarra fordítja Gherase Dendrino Lăsați-mă să cânt című operettjének szövegkönyvét (bemutatták Nagyváradon, 1958. február 22.). Liszt Ferenc, Bartók Béla, Kodály Zoltán bánsági és erdélyi, illetve George Enescu magyarországi tevékenységéről és fogadtatásáról közöl tanulmányokat: Bartók Béla Aradon és Temesváron (Igaz Szó, 1970/9), Zsoltár a viharban (Magyar Zene, 1979/1-2), George Enescu Magyarországon (Magyar Zene, 1981/3), Liszt Ferenc aradi hangversenyei (Magyar Zene, 1987/2).
Dános Miklóssal közös cikksorozatban tárta fel József Attila apjának életútját (Új adatok, új feltevések. I. Hol élt, hova vándorolt József Attila apja? Előre 1957. december 5., II. Megoldódott a József Áron-titok. Megtalálták József Attila apjának legutolsó lakhelyét, második feleségét és gyermekét. ugyanott dec. 12.); nyomába eredt a 19. század második felében burjánzó Petőfi-legendakörnek, amelyet dokumentumriportban dolgozott fel (ebből részletek az Előrében 1969. június 17.-július 23 között, a Magyar Nemzetben 1973. július 29–31. között jelentek meg; a teljes kézirat kiadatlan); riportsorozatban számolt be amerikai (Előre, 1977. május 26. – 1978. április 5.), illetve nyugat-európai (Előre, 1982. szeptember 8. – december 8.) utazásairól.
Nyugdíjas újságíróként lett elsőkönyves: Az aradi tizenhárom vértanú (1973) című kötetével lepte meg azokat, akik csak zenekritikusként tartották számon. Majd egy román és egy magyar nyelvű Enescu-könyvvel gyarapította a legnagyobb román zeneművészről szóló, magyar vonatkozású irodalmat (Mărturii despre George Enescu. Fordította Tereza és George Sbârcea, 1980; George Enescu erdélyi hangversenyei. Magyar sajtóvisszhangok. 1981). Műfajukat tekintve e könyvek kommentált dokumentumgyűjtemények. A bukaresti rádió magyar adásaiban mutatták be Petőfiről szóló irodalmi montázsát (1951), A fiatal Mozart (1952) és Mozart csodálatos élete (1956) című hangjátékait; utóbbi Dános Miklóssal közös munkája.